# Замок у Голюбі
Замок у Голюбі (нім. Gollub) — чотирибаштовий тевтонський замок, зведений на рубежі XIII і XIV століть, побудований на пагорбі з виглядом на місто, нині в межах міста Голюб-Добжинь (Польща).

## Історія

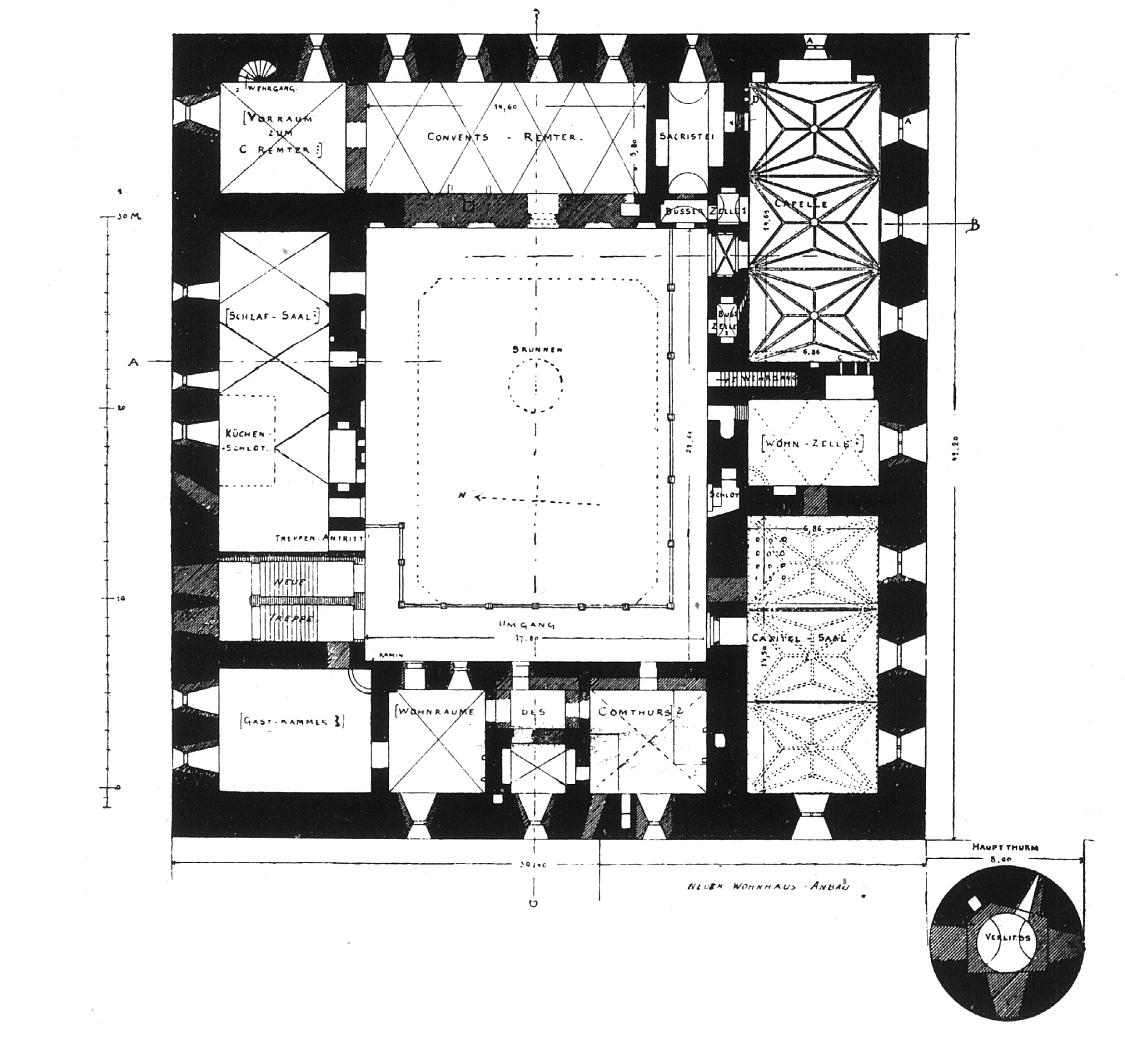
План замку

Спочатку тут була дерев'яна фортеця, що охороняла стратегічну переправу через річку Дрвенца.
Річка Дрвенца є природною межею між землями Добжинського Ордену та Хелмно, розділених віками, розташованих обабіч села, а потім міста - Голуб і Добжинь. Коли в 1231 році хрестоносці взяли Хелмно, річка стала кордоном між Польщею та Тевтонським орденом.
У 1305-1311 роках на місці дерев'яної фортеці побудовано замок з цегли, що використовувався як база комтура, а після закінчення тринадцятирічної війни — як місце мера Ульріх Чєрвонка.
Відновлений в 1422 році, коли добудовано дві круглі вежі зі сторони підзамку, з яких до наших днів залишилась одна. У 1616-1623 роках перебудований з подачі принцеси Анни Ваза, сестри польського короля Сигізмунда III: було додано аттик та будинок перед брамою. Зруйнований під час шведських воєн, а також в дев'ятнадцятому столітті, коли ураганні вітри в 1867 році частково знищили аттики.
Після війни відновлений і відреставрований в 1959-1967 роках, а також під час відновлювальних робіт у 2006 році. Замок відреставровано в стилі ренесансу.
У 1978 році замок був домом для однієї з перших польських історичних реконструкцій. Сьогодні тут знаходиться музей, готель і ресторан.

## Цікаві факти
У замку щороку відбуваються Великі Новорічні бали, участь у яких беруть найпопулярніші поляки року. Кульмінацією балу є поява привиду — Білої пані, роль якої виконує Міс Польща.